# A csokoládé világnapja
A csokoládé világnapja vagy nemzetközi csokoládénap egy évente július 7-én ünnepelt jeles nap. Hivatkozásokban már 2009. óta szerepel. Ünneplésére a csokoládéfogyasztás jellemző. Néhány forrás az 1550. év ezen napjára datálja a csokoládé Európába való bevezetését.
Számos egyéb csokoládénapot ünnepelnek még szerte a világon, például október 28-án a Nemzeti Csokoládé Napot az Egyesült Államokban. Zavarba ejtő lehet, hogy az amerikai Nemzeti Cukrászok Egyesülete szeptember 13-án ünnepli a nemzetközi csokoládénapot.
Az egész világon még számos speciálisabb csokoládénapokat is ünnepelnek, pl. az étcsokoládé napját január 10-én, a tejcsokoládé napját július 28-án, a fehér csokoládé napját szeptember 22-én és a csokoládéval bevont akármi napját december 16-án.

## Fordítás
Ez a szócikk részben vagy egészben  a   World Chocolate Day című angol Wikipédia-szócikk ezen változatának fordításán alapul.  Az eredeti cikk szerkesztőit annak laptörténete sorolja fel. Ez a jelzés csupán a megfogalmazás eredetét és a szerzői jogokat jelzi, nem szolgál a cikkben szereplő információk forrásmegjelöléseként.